# Andrew Heffernan
Andrew Heffernan (Hongkong, 18 juni 1975) is een Nederlands ruiter, in de discipline eventing.

## Olympische carrière
Heffernan, die in Nantwich (Cheshire) woont, plaatste zich in juni 2012 bij de observatiewedstrijd tijdens de Brabham Horse Trials als 26e en beste Nederlander met Millthyme Corolla voor de Olympische Zomerspelen 2012. Op het onderdeel individueel eventing eindigde hij op de 33e plaats.